# František Schwach
František Schwach (21. dubna 1935 Brno – 30. srpna 2019 Zlín) byl československý hokejový útočník.

## Hráčská kariéra
V sezoně 1953/54 zahájil prvoligovou kariéru v dresu Spartaku ZJŠ Brno. O rok později nastoupil vojenskou službu v hokejovém týmu Křídel vlasti Olomouc, byl vybrán do reprezentačního družstva ČSSR a odehrál své první utkání v národním týmu při zájezdu do SSSR v Moskvě. V sezoně 1956/1957 přešel do výkonnostně silnějšího vojenského celku Tankista Praha.
Po ukončení vojenské služby přestoupil do Plzně, kde dosáhl největších úspěchů. V sezoně 1957/1958 se dvaceti vstřelenými góly podílel na druhém místě Spartaku LZ Plzeň za Rudou Hvězdou Brno. Současně za jeho výkonnost byl odměněn účastí na mistrovství světa v roce 1958 v Oslo, tým skončil na čtvrtém místě. O sezónu později se mu střelecky také dařilo, vstřelil 15 branek, tým obsadil zase druhé místo, tentokráte za týmem Kladna.
Následně se vrátil do mateřského Spartaku ZJŠ Brno, po čtyřech letech před sezonou 1964/1965 zamířil do Gottwaldova. V týmu okamžitě patřil mezi nejproduktivnější hráče týmu. Následná sezona 1965/1966 se již tolik bodově nepovedla. Po sezoně odešel do Olomouce.
V reprezentaci odehrál 17 zápasů a vstřelil 4 góly.